# Ovoserica testaceipennis
Ovoserica testaceipennis är en skalbaggsart som beskrevs av Frey 1968. Ovoserica testaceipennis ingår i släktet Ovoserica och familjen Melolonthidae. Inga underarter finns listade i Catalogue of Life.